# ティアゴ・アルマダ
ティアゴ・エセキエル・アルマダ（Thiago Ezequiel Almada, 2001年4月26日 - ）は、アルゼンチン・ブエノスアイレス出身のサッカー選手。アトレティコ・マドリード所属。アルゼンチン代表。ポジションはフォワード。

## クラブ経歴

### ベレス・サルスフィエルド
CAベレス・サルスフィエルドのユースチームでキャリアをスタートさせ、2018年8月10日、ニューウェルズ・オールドボーイズ戦でプロデビューを果たした。11月5日、CSDデフェンサ・イ・フスティシア戦でプロ初得点を記録した。

### アトランタ・ユナイテッド
2021年12月4日、CAベレス・サルスフィエルドが2022年2月にMLSのアトランタ・ユナイテッドFCに移籍することで合意したと発表したが、同日アトランタ・ユナイテッドは移籍合意を否定し、完全移籍で獲得するための独占的なオプションを有していると発表した。2022年2月9日、アトランタ・ユナイテッドに移籍することが、アトランタ・ユナイテッド側から正式に発表された。移籍金は1600万ドル、契約期間は2025年12月までとなる。

### ボタフォゴおよびリヨン
2024年7月6日、ジョン・テクスター率いるイーグル・フットボール・ホールディング傘下のクラブであるブラジルのボタフォゴFRに5年契約で移籍した。アトランタ・ユナイテッドによれば移籍金の額は非公開ながらMLS史上最高額とされているが、アメリカのメディアField Level Mediaによれば2100万ドルから出来高によって最大で3000万ドルになると報じている。ブラジルのメディアFogo na Redeによればブラジルサッカーにおいても史上最高額での選手獲得になるとしている。
2025年1月15日、同じイーグル・フットボール・ホールディング傘下にあるフランスのオリンピック・リヨンに2024-25シーズン終了までの期限付き移籍で加入した。

### アトレティコ・マドリード
2025年7月17日、スペインのアトレティコ・マドリードに完全移籍し、5年契約を結んだ。ESPNによれば移籍金は1500万〜2000万ユーロと推定されている。

## 代表経歴
2022年9月24日、ホンジュラス代表との親善試合に出場したことで、アルゼンチン代表デビューを果たした。
2022年11月17日、負傷したホアキン・コレアに代わって2022 FIFAワールドカップアルゼンチン代表に招集された。アルゼンチン代表はワールドカップで優勝を果たし、MLSのクラブ所属選手では初めてのワールドカップ優勝メンバーとなった。欧州と南米以外のクラブ在籍中にワールドカップ優勝メンバーとなったのはJリーグ・清水エスパルス在籍中のロナウダンがブラジル代表として1994 FIFAワールドカップアメリカ合衆国大会の優勝メンバーとなった例がある。
2024年7月2日、パリオリンピックに出場するU-23アルゼンチン代表メンバーに選出された。グループリーグ第2節のU-23イラク代表戦で先制ゴールを挙げると、最終節のU-23ウクライナ代表戦でも2試合連続となる先制ゴールを挙げて、チームの決勝トーナメント進出に貢献した。

## 代表歴

### 出場大会など
- アルゼンチン代表
  - 2022 FIFAワールドカップ

### 試合数
- 国際Aマッチ 4試合 1得点（2022年-）[19]

| アルゼンチン代表 | 国際Aマッチ | 国際Aマッチ |
| 年               | 出場        | 得点        |
| ---------------- | ----------- | ----------- |
| 2022             | 2           | 0           |
| 2023             | 2           | 1           |
| 2024             |             |             |
| 通算             | 4           | 1           |

## タイトル

### 代表
- FIFAワールドカップ：2022